# Ideales Fermigas
Als Fermigas (nach Enrico Fermi, der es 1926 erstmals vorstellte) bezeichnet man in der Quantenphysik ein System identischer Teilchen vom Typ Fermion, die in großer Anzahl vorliegen, so dass man sich zur Beschreibung auf statistische Aussagen (beispielsweise zu Temperatur, Druck, Teilchendichte) beschränkt. Anders als bei der Behandlung der Gase in der klassischen Physik wird beim Fermigas das quantentheoretische Ausschließungsprinzip berücksichtigt.
Das ideale Fermigas ist die einfachste Modellvorstellung hierzu, in der man die Wechselwirkung der Teilchen untereinander völlig vernachlässigt. Dies ist analog zum Modell des idealen Gases in der klassischen Physik und stellt eine starke Vereinfachung dar. Sie führt aber mithilfe einfacher Formeln in vielen praktisch wichtigen Fällen zu korrekten Voraussagen von klassisch nicht verständlichen Eigenschaften. Beispiele sind
- das Elektronengas, das in metallischen Festkörpern und Halbleitern für die elektrische Leitfähigkeit sorgt,
- Protonen und Neutronen im Atomkern,
- Neutronen in Neutronensternen,
- flüssiges Helium-3.

## Grundzustand (verschwindende Temperatur)
Da wegen des Ausschließungsprinzips nur wenige Teilchen das (Einteilchen-)Niveau mit der tiefstmöglichen Energie (als {\displaystyle E=0} gesetzt) besetzen können, müssen im energetisch tiefstmöglichen Zustand des ganzen Gases die meisten der Teilchen höhere Niveaus besetzen. Die Energie des höchsten besetzten Niveaus wird als Fermi-Energie {\displaystyle E_{\mathrm {F} }} bezeichnet. Sie hängt ab von der Teilchendichte {\displaystyle n=N/V} (Anzahl pro Volumen):
{\displaystyle E_{\mathrm {F} }={\frac {\hbar ^{2}}{2m}}\;(3\pi ^{2}n)^{\frac {2}{3}}\approx {\frac {n^{\frac {2}{3}}}{m}}h^{2}\cdot 0{,}121\,215\,345}
Darin ist
- {\displaystyle \hbar } die reduzierte (= durch {\displaystyle 2\pi } geteilte) Planck-Konstante,
- {\displaystyle m} die Teilchenmasse.

Die Formel gilt für Teilchen mit Spin {\displaystyle {\tfrac {1}{2}}} wie z. B. Elektronen und wird in der Quantenstatistik begründet.
Bei einer räumlichen Dichte von 1022 Teilchen pro cm3 (etwa wie Leitungselektronen im Metall) ergibt sich die Fermienergie zu einigen Elektronenvolt. Das liegt in derselben Größenordnung wie die Energie atomarer Anregungen und wirkt sich deutlich auf das makroskopische Verhalten des Gases aus. Man spricht dann von einem entarteten Fermigas. Die Fermienergie bildet sein hervorstechendes Charakteristikum, das weitreichende Konsequenzen für die physikalischen Eigenschaften der (kondensierten) Materie hat.
Nur in extrem verdünntem Fermigas ist die Fermienergie zu vernachlässigen. Es verhält sich dann „nicht entartet“, d. h. wie ein normales (klassisches) verdünntes Gas.

### Vereinfachte Herleitung
Wenn ein Gas aus {\displaystyle \,N} Teilchen in einem räumlichen Volumen {\displaystyle \,V} (mit potenzieller Energie Null) den Grundzustand einnimmt, dann werden von unten an so viel Zustände mit verschiedener kinetischer Energie {\displaystyle \,E_{\mathrm {kin} }{\mathord {=}}{\tfrac {p^{2}}{2m}}\geq 0} besetzt, bis alle Teilchen untergebracht sind. Die höchste so erreichte Energie ist  {\displaystyle \,E_{\mathrm {F} }{\mathord {=}}{\tfrac {{p_{\mathrm {F} }}^{2}}{2m}}}, worin  {\displaystyle \,p_{\mathrm {F} }} als Fermi-Impuls bezeichnet wird. Im dreidimensionalen Impulsraum kommen dann alle Teilchenimpulse zwischen {\displaystyle \,p{\mathord {=}}0} und {\displaystyle \,p{\mathord {=}}p_{\mathrm {F} }} vor, und zwar in allen Richtungen. Sie bilden eine Kugel mit Radius {\displaystyle \,p_{\mathrm {F} }} und Volumen {\displaystyle V_{p}{\mathord {=}}{\tfrac {4\pi }{3}}{p_{\mathrm {F} }}^{3}} bzw. Fermi-Kugel mit Radius {\displaystyle \,k_{\mathrm {F} }={\frac {p_{\mathrm {F} }}{\hbar }}} und Volumen {\displaystyle V_{\mathrm {F} }{\mathord {=}}{\tfrac {4\pi }{3}}{k_{\mathrm {F} }}^{3}}. Wären die Teilchen Massenpunkte, würden sie in ihrem 6-dimensionalen Phasenraum das Volumen {\displaystyle \,\Omega =V\cdot V_{p}} füllen. Für Teilchen mit Spin {\displaystyle \,s} ist mit der Spin-Multiplizität {\displaystyle {\mathord {(}}2s+1)} zu multiplizieren. Da jeder (linear unabhängige) Zustand im Phasenraum eine Zelle von der Größe {\displaystyle (2\pi \,\hbar )^{3}} beansprucht, ergeben sich {\displaystyle \,(2s+1)\Omega /(2\pi \hbar )^{3}} verschiedene Zustände, die je eins der {\displaystyle \,N} Teilchen aufnehmen können (Besetzungszahl 1):
{\displaystyle N={\frac {(2s+1)\Omega }{(2\pi \hbar )^{3}}}={\frac {(2s+1)V\cdot V_{p}}{(2\pi \hbar )^{3}}}={\frac {(2s+1)V}{(2\pi \hbar )^{3}}}{\frac {4\pi }{3}}{p_{\mathrm {F} }}^{3}}
Durch Umrechnen auf {\displaystyle \,E_{\mathrm {F} }{\mathord {=}}{\tfrac {{p_{\mathrm {F} }}^{2}}{2m}}}  und Einsetzen von {\displaystyle \,s={\tfrac {1}{2}}} folgt die oben genannte Formel.

## Angeregter Zustand (endliche Temperatur)
Im Grundzustand hat ein ideales Fermigas die Temperatur T= 0 K. Wird ihm Energie zugeführt, müssen Teilchen aus Niveaus unterhalb der Fermi-Energie in Niveaus oberhalb übergehen. Im thermischen Gleichgewicht bildet sich für die Zustände ein Verlauf der Wahrscheinlichkeit der Besetzung heraus, der stetig von Eins auf Null abfällt. Dieser Verlauf, der große Bedeutung in verschiedenen physikalischen Gebieten hat, heißt Fermi-Verteilung oder Fermi-Dirac-Verteilung. Die Wahrscheinlichkeit, auch als mittlere Besetzungszahl bezeichnet, eines Zustands {\displaystyle |i\rangle } mit der Energie {\displaystyle E_{i}} ist:
{\displaystyle \langle n_{i}\rangle ={\frac {1}{\mathrm {e} ^{\frac {E_{i}-\mu }{k_{\mathrm {B} }T}}+1}}}
Hierbei ist
- {\displaystyle \mu } das Fermi-Niveau oder chemische Potential
- {\displaystyle T} die Temperatur und
- {\displaystyle k_{\mathrm {B} }} die Boltzmann-Konstante.

Die Fermi-Verteilung kann im Rahmen der statistischen Physik mit Hilfe der großkanonischen Gesamtheit hergeleitet werden.

### Vereinfachte Herleitung
Eine einfache Herleitung unter Rückgriff auf die klassische Boltzmann-Statistik, das Prinzip des detaillierten Gleichgewichts und des Ausschließungsprinzips folgt hier:
Betrachten wir den Gleichgewichtszustand eines Fermigases bei Temperatur T im thermischen Kontakt mit einem klassischen Gas. Ein Fermion mit Energie {\displaystyle E_{1}} kann dann von einem Teilchen des klassischen Systems Energie aufnehmen und in einen Zustand mit Energie {\displaystyle E_{2}} übergehen. Wegen der Energieerhaltung ändert das klassische Teilchen seinen Zustand im umgekehrten Sinn von {\displaystyle E_{2}'} zu {\displaystyle E_{1}'}, wobei {\displaystyle E_{2}'-E_{1}'=E_{2}-E_{1}}. Die Besetzungszahlen sind {\displaystyle n_{1}} bzw. {\displaystyle n_{2}} für die beiden Zustände des Fermions, {\displaystyle n_{1}'} bzw. {\displaystyle n_{2}'} für die beiden Zustände des klassischen Teilchens. Damit diese Prozesse die Gleichgewichtsverteilung nicht ändern, müssen sie vorwärts und rückwärts mit insgesamt gleicher Häufigkeit auftreten. Die Häufigkeit (oder gesamte Übergangsrate) bestimmt sich aus dem Produkt der Übergangswahrscheinlichkeit {\displaystyle W}, wie sie für einzelne Teilchen gilt, wenn keine anderen Teilchen da wären, mit statistischen Faktoren, die die Anwesenheit der anderen Teilchen berücksichtigen:
{\displaystyle n_{1}\cdot n_{2}'\cdot (1-n_{2})\cdot W_{1\rightarrow 2}=n_{2}\cdot n_{1}'\cdot (1-n_{1})\cdot W_{2\rightarrow 1}}
In Worten: Die Gesamtzahl der Übergänge eines Fermions von {\displaystyle E_{1}} nach {\displaystyle E_{2}} (linke Seite der Gleichung) ist proportional zur Anzahl von Fermionen im Zustand 1, zur Anzahl der Reaktionspartnerteilchen im Zustand 2', und – damit das Ausschließungsprinzip berücksichtigt wird – zur Anzahl der freien Plätze für das Fermion im Zustand 2. Analog für die Rückreaktion (rechte Seite der Gleichung). Da nach dem Prinzip des detaillierten Gleichgewichts {\displaystyle W} für  Hin- und Rücksprung den gleichen Wert hat ({\displaystyle W_{2\rightarrow 1}{\mathord {=}}W_{1\rightarrow 2}}), sind auch die statistischen Faktoren für sich gleich. Nun gilt für die klassischen Teilchen der Boltzmannfaktor
{\displaystyle {\frac {n_{2}'}{n_{1}'}}=\mathrm {e} ^{-{\tfrac {E_{2}'-E_{1}'}{k_{\mathrm {B} }T}}}.}
Durch Einsetzen dieser Beziehung und Verwenden der oben genannten Gleichung {\displaystyle E_{2}'-E_{1}'=E_{2}-E_{1}} folgt:
{\displaystyle {\frac {n_{1}}{1-n_{1}}}\;\mathrm {e} ^{\tfrac {E_{1}}{k_{\mathrm {B} }T}}={\frac {n_{2}}{1-n_{2}}}\;\mathrm {e} ^{\tfrac {E_{2}}{k_{\mathrm {B} }T}}.}
Diese Größe hat demnach für beide Zustände des Fermions denselben Wert. Da die Wahl dieser Zustände frei war, gilt diese Gleichheit für alle möglichen Zustände, stellt also eine für alle Einteilchenzustände im ganzen Fermigas konstante Größe dar, die wir mit {\displaystyle \mathrm {e} ^{\tfrac {\mu }{k_{\mathrm {B} }T}}} parametrisieren:
{\displaystyle {\frac {n}{1-n}}\;\mathrm {e} ^{\tfrac {E}{k_{\mathrm {B} }T}}=\mathrm {e} ^{\tfrac {\mu }{k_{\mathrm {B} }T}}.}
Aufgelöst nach n folgt:
{\displaystyle n={\frac {1}{\mathrm {e} ^{\tfrac {E-\mu }{k_{\mathrm {B} }T}}+1}}.}
Der Parameter {\displaystyle \mu } dieser Herleitung erweist sich somit als das Fermi-Niveau.